# Irán en la Copa Mundial de Fútbol de 2006
La selección de Irán fue uno de los 32 países participantes de la Copa Mundial de Fútbol de 2006, realizada en Alemania.
Su participación en la Copa Mundial de Fútbol de 2006 es la tercera del equipo iraní en la historia del torneo; previamente, había participado en 1978 y 1998 donde no pasó a la segunda fase.
Irán llegaba al Mundial como uno de los equipos más fuertes del continente asiático. Allí, participó del Grupo D donde enfrentó a los equipos de Angola, México y Portugal.
En el primer partido, Irán logró poner por algunos momentos en dificultades al combinado azteca y mantuvo el empate 1:1 hasta el minuto 74', en que dos goles consecutivos de México aseguraron su victoria. Ante Portugal, los persas nuevamente dificultaron la victoria de los lusitanos, que se concretó pasada la mitad del primer tiempo. Ya eliminados, Irán jugó ante Angola. Los africanos necesitaban de una victoria para soñar en una extremadamente difícil clasificación, pero Irán obtuvo un empate que le valió un punto de honor antes de retirarse de tierras germanas.

## Clasificación

### Segunda Ronda

#### Grupo 1
| Pos. | Equipo   | Pts. | PJ | G | E | P | GF | GC | Dif. | Clasificación |     | IRN | JOR | QAT | LAO |
| ---- | -------- | ---- | -- | - | - | - | -- | -- | ---- | ------------- | --- | --- | --- | --- | --- |
| 1    | Irán     | 15   | 6  | 5 | 0 | 1 | 22 | 4  | +18  | Tercera Ronda |     | —   | 0–1 | 3–1 | 7–0 |
| 2    | Jordania | 12   | 6  | 4 | 0 | 2 | 10 | 6  | +4   |               |     | 0–2 | —   | 1–0 | 5–0 |
| 3    | Catar    | 9    | 6  | 3 | 0 | 3 | 16 | 8  | +8   |               | 2–3 | 2–0 | —   | 5–0 |     |
| 4    | Laos     | 0    | 6  | 0 | 0 | 6 | 3  | 33 | −30  |               | 0–7 | 2–3 | 1–6 | —   |     |

 Fuente: 

### Tercera Ronda

#### Grupo 2
| Pos. | Equipo          | Pts. | PJ | G | E | P | GF | GC | Dif. | Clasificación |  | JPN | IRN | BHR | PRK |
| ---- | --------------- | ---- | -- | - | - | - | -- | -- | ---- | ------------- |  | --- | --- | --- | --- |
| 1    | Japón           | 15   | 6  | 5 | 0 | 1 | 9  | 4  | +5   | Alemania 2006 |  | —   | 2–1 | 1–0 | 2–1 |
| 2    | Irán            | 13   | 6  | 4 | 1 | 1 | 7  | 3  | +4   | Alemania 2006 |  | 2–1 | —   | 1–0 | 1–0 |
| 3    | Baréin          | 4    | 6  | 1 | 1 | 4 | 4  | 7  | −3   | Playoff       |  | 0–1 | 0–0 | —   | 2–3 |
| 4    | Corea del Norte | 3    | 6  | 1 | 0 | 5 | 5  | 11 | −6   |               |  | 0–2 | 0–2 | 1–2 | —   |

 Fuente: 

## Jugadores
Datos corresponden a situación previo al inicio del torneo
| #     | Nombre                | Posición      | Edad | PJ Sel | Club             |
| ----- | --------------------- | ------------- | ---- | ------ | ---------------- |
| 1     | Ebrahim Mirzapour     | Portero       | 27   | 64     | Foolad           |
| 2     | Mehdi Mahdavikia      | Mediocampista | 28   | 89     | Hamburgo         |
| 3     | Sohrab Bakhtiarizadeh | Defensa       | 33   | 31     | Saba Battery     |
| 4     | Yahya Golmohammadi    | Defensa       | 35   | 69     | Saba Battery     |
| 5     | Rahman Rezaei         | Defensa       | 31   | 43     | Messina          |
| 6     | Javad Nekounam        | Mediocampista | 25   | 71     | Sharjah          |
| 7     | Fereydoon Zandi       | Delantero     | 27   | 10     | Kaiserslautern   |
| 8     | Ali Karimi            | Mediocampista | 27   | 90     | Bayern de Múnich |
| 9     | Vahid Hashemian       | Delantero     | 29   | 28     | Hanover 96       |
| 10    | Ali Daei              | Delantero     | 37   | 147    | Saba Battery     |
| 11    | Rasoul Khatibi        | Delantero     | 27   | 12     | Sepahan          |
| 12    | Hassan Roodbarian     | Portero       | 27   | 3      | PAS              |
| 13    | Hossein Kaabi         | Defensa       | 20   | 44     | Foolad           |
| 14    | Andranik Teymourian   | Mediocampista | 23   | 5      | Aboomoslem       |
| 15    | Arash Borhani         | Delantero     | 22   | 21     | PAS              |
| 16    | Reza Enayati          | Delantero     | 30   | 15     | Esteghlal        |
| 17    | Javad Kazemian        | Mediocampista | 25   | 25     | Persépolis       |
| 18    | Moharram Navidkia     | Defensa       | 23   | 24     | Bochum           |
| 19    | Amir Hossein Sadeghi  | Defensa       | 24   | 1      | Esteghlal        |
| 20    | Mohammad Nosrati      | Defensa       | 24   | 44     | PAS              |
| 21    | Mehrzad Madanchi      | Mediocampista | 21   | 6      | Persépolis       |
| 22    | Vahid Taleblou        | Portero       | 24   | 1      | Esteghlal        |
| 23    | Masoud Shojaei        | Mediocampista | 22   | 3      | Saipa            |
| D. T. | Branko Ivanković      |               |      |        |                  |

## Participación

### Enfrentamientos previos
| Fecha                   | Lugar   |      |  | Resultado |  |                      |
| ----------------------- | ------- | ---- |  | --------- |  | -------------------- |
| 13 de noviembre de 2005 | Teherán | Irán |  | 2:0 (1:0) |  | Togo                 |
| 22 de febrero de 2006   | Teherán | Irán |  | 4:0 (1:0) |  | China Taipéi         |
| 1 de marzo de 2006      | Teherán | Irán |  | 3:2 (3:1) |  | Costa Rica           |
| 28 de mayo de 2006      | Osijek  | Irán |  | 2:2 (1:1) |  | Croacia              |
| 31 de mayo de 2006      | Teherán | Irán |  | 5:2 (3:2) |  | Bosnia y Herzegovina |

### Primera fase
| Equipo   | Pts | PJ | PG | PE | PP | GF | GC | Dif |
| -------- | --- | -- | -- | -- | -- | -- | -- | --- |
| Portugal | 9   | 3  | 3  | 0  | 0  | 5  | 1  | +4  |
| México   | 4   | 3  | 1  | 1  | 1  | 4  | 3  | +1  |
| Angola   | 2   | 3  | 0  | 2  | 1  | 1  | 2  | -1  |
| Irán     | 1   | 3  | 0  | 1  | 2  | 2  | 6  | -4  |

| 11 de junio de 2006, 18:00 | Irán             | 1:3 (1:1) | México                     | Frankenstadion, Núremberg                                            |                                                                      |
|                            | Golmohammadi 36' | Reporte   | Bravo 28', 76' · Zinha 79' | Asistencia: 41.000 espectadores Árbitro(s): Roberto Rosetti (Italia) | Asistencia: 41.000 espectadores Árbitro(s): Roberto Rosetti (Italia) |

| 17 de junio de 2006, 15:00 | Irán | 0:2 (0:0) | Portugal                      | Waldstadion, Fráncfort                                            |                                                                   |
|                            |      | Reporte   | Deco 63' · Ronaldo 80' (pen.) | Asistencia: 44.000 espectadores Árbitro(s): Eric Poulat (Francia) | Asistencia: 44.000 espectadores Árbitro(s): Eric Poulat (Francia) |

| 21 de junio de 2006, 16:00 | Angola     | 1:1 (0:0) | Irán               | Zentralstadion, Leipzig                                                    |                                                                            |
|                            | Flávio 60' | Reporte   | Bakhtiarizadeh 75' | Asistencia: 38.000 espectadores Árbitro(s): Luis Medina Cantalejo (España) | Asistencia: 38.000 espectadores Árbitro(s): Luis Medina Cantalejo (España) |

### Participación de jugadores
| #  | Nombre                | Posición      | PJ | Min |   | Asist | Tiros  | Faltas |   |   |
| -- | --------------------- | ------------- | -- | --- | - | ----- | ------ | ------ | - | - |
| 2  | Mehdi Mahdavikia      | Defensa       | 3  | 270 | 0 | 1     | 4      | 9-4    | 0 | 0 |
| 3  | Sohrab Bakhriarizadeh | Defensa       | 2  | 93  | 1 | 0     | 1      | 3-2    | 0 | 0 |
| 4  | Yahya Golmohammadi    | Mediocampista | 2  | 177 | 1 | 0     | 1      | 4-4    | 1 | 0 |
| 5  | Rahman Rezaei         | Defensa       | 3  | 270 | 0 | 0     | 2      | 2-3    | 0 | 0 |
| 6  | Javad Nekounam        | Mediocampista | 2  | 180 | 0 | 0     | 1      | 6-3    | 2 | 0 |
| 7  | Fereydoon Zandi       | Mediocampista | 2  | 116 | 0 | 0     | 5      | 3-2    | 1 | 0 |
| 8  | Ali Karimi            | Mediocampista | 2  | 126 | 0 | 0     | 0      | 3-2    | 0 | 0 |
| 9  | Vahid Hashemian       | Delantero     | 3  | 278 | 0 | 0     | 3      | 2-5    | 0 | 0 |
| 10 | Ali Daei              | Mediocampista | 2  | 180 | 0 | 0     | 4      | 1-3    | 0 | 0 |
| 11 | Rasoul Khatibi        | Delantero     | 2  | 77  | 0 | 0     | 5      | 0-0    | 0 | 0 |
| 12 | Hossein Kaabi         | Delantero     | 3  | 246 | 0 | 0     | 0      | 6-6    | 1 | 0 |
| 14 | Andranik Teymourian   | Defensa       | 3  | 270 | 0 | 0     | 1      | 7-7    | 1 | 0 |
| 15 | Arash Borhani         | Delantero     | 2  | 34  | 0 | 0     | 1      | 2-2    | 0 | 0 |
| 16 | Reza Enayati          | Defensa       | 0  | 0   | 0 | 0     | 0      | 0-0    | 0 | 0 |
| 17 | Javad Kazemian        | Defensa       | 0  | 0   | 0 | 0     | 0      | 0-0    | 0 | 0 |
| 18 | Moharram Navidkia     | Mediocampista | 0  | 0   | 0 | 0     | 0      | 0-0    | 0 | 0 |
| 19 | Amir Hossein Sadeghi  | Defensa       | 0  | 0   | 0 | 0     | 0      | 0-0    | 0 | 0 |
| 20 | Mohammad Nosrati      | Delantero     | 3  | 182 | 0 | 0     | 1      | 7-3    | 0 | 0 |
| 21 | Mehrzad Madanchi      | Defensa       | 3  | 183 | 0 | 0     | 1      | 5-8    | 2 | 0 |
| 23 | Masoud Shojaei        | Mediocampista | 1  | 78  | 0 | 0     | 0      | 2-4    | 0 | 0 |
| #  | Nombre                | Posición      | PJ | Min |   | Prom. | Atajos | Faltas |   |   |
| 1  | Ebrahim Mirzapour     | Portero       | 3  | 270 | 6 | 2     | 13     | 2-0    | 0 | 0 |
| 13 | Hassan Roodbarian     | Portero       | 0  | 0   | 0 | 0     | 0      | 0-0    | 0 | 0 |
| 22 | Vahid Taleblou        | Portero       | 0  | 0   | 0 | 0     | 0      | 0-0    | 0 | 0 |

## Curiosidades
- En un concurso realizado por Hyundai, los aficionados de los equipos eligieron un lema para cada seleccionado, el cual sería colocado en los buses que transportarían a los jugadores a lo largo del país. El eslogan elegido para Irán fue «Estrellas de Persia»[3]
- Irán eligió la localidad de Friedrichshafen, en el estado de Baden-Württemberg, como su "cuartel" durante la realización del torneo.